# Tachytrechus granditarsis
Tachytrechus granditarsis är en tvåvingeart som beskrevs av Greene 1922. Tachytrechus granditarsis ingår i släktet Tachytrechus och familjen styltflugor. Inga underarter finns listade i Catalogue of Life.